# Wola Osińska
Wola Osińska [pronunciación en polaco: /ˈvɔla ɔˈɕiɲska/] es un pueblo ubicado en el distrito administrativo de Gmina Żyrzyn, dentro del Condado de Puławy, Voivodato de Lublin, en Polonia oriental. Se encuentra aproximadamente a 3 kilómetros al sureste de Żyrzyn, a 13 kilómetros al noreste de Puławy, y a 41 kilómetros al noroeste de la capital regional Lublin.